# Касадо, Рауль Арсенио
Рауль Арсенио Касадо (исп. Raúl Arsenio Casado; 27 июля 1929, Сальта, Аргентина — 20 июля 2010, Аргентина) — аргентинский прелат. Третий епископ Жужуя с 7 июля 1983 по 15 июня 1994. Архиепископ Тукумана с 15 июня 1994 по 8 июля 2010.

## Биография
Родился 27 июля 1929 года в городе Сальта, Аргентина. 20 декабря 1952 года был рукоположён в священники для служения в служения в архиепархии Сальты.
14 мая 1975 года Римский папа Павел VI назначил его вспомогательным епископом архиепархии Сальты и титулярным епископом Такапы. 16 августа 1975 года в соборе Пресвятой Девы Марии в Сальте состоялось его рукоположение в епископы, которое совершил апостольский нунций в Аргентине и титулярный архиепископ Маурианы Пио Ладжи в сослужении с архиепископом Сальты Карлосом Мариано Пересом Эславой и епископом Сан-Николаса-де-лос-Арройоса Карлосом Орасио Понсе-де-Леоном.
7 июля 1983 года Римский папа Иоанн Павел II назначил его епископом Жужуя и 15 июня 1994 года — архиепископом Иукумана.
8 июля 1999 года подал в отставку. Скончался 20 июля 2010 года.